# Cố Luân Đoan Thuận Trưởng Công chúa
Cố Luân Đoan Thuận Trưởng Công chúa (Chữ Hán: 固倫端順長公主, 1636 - 1650), Công chúa nhà Thanh, là Hoàng nữ thứ 11 Thanh Thái Tông Hoàng Thái Cực.

## Cuộc đời
Cố Luân Đoan Thuận Trưởng Công chúa sinh vào giờ Mùi, ngày 25 tháng 3 (âm lịch), năm Sùng Đức nguyên niên (1636). Bà là chị cùng mẹ với Hòa Thạc Tương Thân vương Bác Mục Bác Quả Nhĩ, sinh mẫu là Ý Tĩnh Đại Quý phi Bác Nhĩ Tế Cát Đặc thị, sơ phong Cố Luân Công chúa (固倫公主).
Năm Thuận Trị thứ 4 (1647), tháng 12, bà được chỉ hôn với Cát Nhĩ Mã Tát Nặc Mộc (葛尔玛索诺木) thuộc Bác Nhĩ Tế Cát Đặc thị của A Phách Cai bộ, tiến phong Cố Luân Trưởng Công chúa (固倫長公主), tháng sau thành hôn.
Năm thứ 7 (1650), tháng 7, Công chúa qua đời khi mới 15 tuổi. Sau khi bà qua đời, Ngạch phò cưới con gái của Lễ Thân vương Đại Thiện làm kế thê.
Năm thứ 8 (1651), Ngạch phò được phong Nhất đẳng Tinh Kỳ Ni Cáp Phiên (hay Nhất đẳng Tử), sau được gia Thiếu bảo (少保) kiêm Thái tử Thái bảo (太子太保).
Năm thứ 13 (1656), 19 tháng 6, bà được truy thụy Cố Luân Đoan Thuận Trưởng Công chúa (固倫端順長公主).
Năm Khang Hi thứ 3 (1664), Ngạch phò qua đời.

## Mộ địa
Mộ địa của Đoan Thuận Trưởng Công chúa nằm ở bên ngoài Đức Thắng môn của Bắc Kinh, diện tích ước chừng 1 khoảnh (rộng 100 mẫu Trung Quốc, chừng 6,67 hecta), trung tâm là nơi chôn cất bà, bao quanh là tám mẫu đất và hướng về phía nam.
Phần viện của Công chúa có ba cổng lớn và cổng nhỏ phía đông. Phần viện được bao quanh bởi những bức tường gạch. Trong viện có hưởng điện rộng ba gian, trong hưởng điện có bàn thờ làm bằng đá cẩm thạch cung phụng bài vị của Đoan Thuận Trưởng Công chúa. Trong hưởng điện còn có đường hầm có thể thông đến địa cung, nơi vốn đặt di thể của bà.
Ở phía tây của phần viện là mộ địa của hậu duệ Ngạch phò, như con trai do Công chúa sinh là Trai Tang (斋桑), chiếm một diện tích khoảng hai mẫu. Ở phía đông phần viện còn có một phần viện khác có diện tích khoảng một mẫu Anh.
Năm 1980, hưởng điện bị dỡ bỏ. Tháng 10 năm 2004, lúc đang thi công thì khai quật được mộ bia. Đến tháng 3 năm 2005 thì dựng mộ bia lại tại nơi vốn là hưởng điện ở phía Tây Nam.
Mộ bia của Cố Luân Đoan Thuận Trưởng Công chúa vốn làm từ đá Thanh Bạch, bệ đỡ là đầu Li, mặt trước khắc "Đoan Thuận Trưởng Công chúa" bằng Hán văn và Mãn văn, bốn phía có khắc Long văn, mặt sau không khắc chữ.